# Partula varia
Partula varia е вид коремоного от семейство Partulidae. Видът е вече изчезнал от дивата природа.

## Разпространение
Видът е ендемичен за Френска Полинезия.